# Надія Черанюк
Надія Черанюк (Надія Черанюк де Шефер, ісп. Nadia Czeraniuk de Schaefer, нар. 19 травня 1971, Енкарнасьйон, Парагвай) — ректорка Університету Енкарнасьйон, Парагвай. 

## Біографія
Доктор педагогічних наук, магістр менеджменту та освіти з мови та літератури. 
Викладач, ректор та співзасновник Автономного університету Енкарнасьона (UNAE) та пов’язаних з ним установ: Вищого інституту освіти «Divina Esperanza», Основної школи «Divina Esperanza», Інституту підготовки вчителів «Divina Esperanza», Центру досліджень та документації з UNAE, CIDUNAE. Віцепрезидент Парагвайської асоціації приватних університетів.
Член-кореспондент Парагвайської академії іспанської мови, президент FEBAP, колишній президент мережі університетів CIDIR, віцепрезидент міжнародної мережі університетів ACINNET і Фонду Аугусто Роа Бастоса.
Лауреатка поетичних конкурсів (1987-1988). Отримала визнання видатної особистості Парагваю за соціальну значущість і внесок в освіту, нагороджена кооперативом Colonias Unidas (2017). Видатна молода особа молодшої палати Парагваю (2003). Громадянин 200-річчя Республіки (2012), відзнака від Національного університету Ітапуа за його видатний внесок у поширення та просування культури в регіоні (2019).

## Джерело
Автономний Університет Енкарнасьйон